# Казали ди Сопра (Удине)
Казали ди Сопра је насеље у Италији у округу Удине, региону Фурланија-Јулијска крајина.
Према процени из 2011. у насељу је живело 9 становника. Насеље се налази на надморској висини од 0 м.